# Tim McInnerny
Timothy L. "Tim" McInnerny (født 18. september 1956 i Cheadle Hulme, Cheshire) er en engelsk skuespiller.
Han er mest kendt for sine roller i TV-serien Blackadder (Den Sorte Snog på dansk) som karakteren Percy, hertug af Northumberland i den første serie, Lord Percy i den anden serie og han havde rollen som kaptajn Darling i den fjerde serie. Han bestemte sig for ikke at gentage sin rolle som karakteren Percy i serie tre, og derfor havde han kun gæsteoptrædener i denne serie. Dermed var den eneste skuespiller sammen med Rowan Atkinson og Tony Robinson som var med i alle fire Blackadder-serier, og han var også med i spinoff-serien Blackadder: Back & Forth.
McInnerny har arbejdet mest som dramatisk skuespiller, og han har arbejdet på teater-scenen i den oprindelige produktion af skuespillet Pravda hvor han blandt andet spillede overfor skuespilleren Anthony Hopkins. Han kunne også ses i tv-serien Edge of Darkness i 1985, hvor han spillede en revolutionær socialist.
Han spillede rollerne som John Leire og Vincent Spalding i et afsnit af serien Granada The Adventures of Sherlock Holmes som blev kaldt «The Red-Headed League». Han har også medvirket i Wetherby (1985), Erik Viking (1989), en filmproduktion af Shakespeares Richard III (1995) og i filmen Notting Hill fra 1999.
I 2006 var han med i den britiske komedieskrækfilm Severance og han har i årenes løb haft flere gæsteroller i den britiske BAFTA-vindende Tv-serie Spooks.

## Filmografi

### Film
| År   | Titel                          | Rolle             | Noter      |
| ---- | ------------------------------ | ----------------- | ---------- |
| 1983 | Dead on Time                   | Customer          | Short film |
| 1985 | Wetherby                       | John Morgan       |            |
| 1989 | Erik the Viking                | Sven the Berserk  |            |
| 1995 | Richard III                    | William Catesby   |            |
| 1996 | 101 Dalmatians                 | Alonzo            |            |
| 1997 | FairyTale: A True Story        | John Ferret       |            |
| 1999 | Rogue Trader                   | Tony Hawes        |            |
| 1999 | Notting Hill                   | Max               |            |
| 2000 | 102 Dalmatians                 | Alonzo            |            |
| 2001 | The Emperor's New Clothes      | Dr. Lambert       |            |
| 2005 | Casanova                       | The Doge          |            |
| 2006 | Severance                      | Richard           |            |
| 2008 | The Devil's Whore              | Joliffe           |            |
| 2010 | Black Death                    | Hob               |            |
| 2011 | Johnny English Reborn          | Patch Quartermain |            |
| 2014 | The Minister of Chance         | The King          |            |
| 2014 | Automata                       | Vernon Conway     |            |
| 2015 | Spooks: The Greater Good       | Oliver Mace       |            |
| 2016 | Eddie The Eagle                | Target            |            |
| 2017 | The Hippopotamus               | Roddy             |            |
| 2018 | Agatha and the Truth of Murder | Randolph          |            |
| 2018 | Peterloo                       | Prince Regent     |            |
| 2018 | Sometimes Always Never         | Arthur            |            |
| 2019 | Killers Anonymous              | Calvin            |            |
| 2019 | The Aeronauts                  | Airy              | [ 1 ]      |
| 2022 | Marooned Awakening             | Karl              | Voice      |
| 2022 | Stromboli                      | Harold            | [ 2 ]      |
| 2024 | The End                        |                   | Filming    |

### Tv
| Year      | Title                                                | Role                                                     | Notes                                                                                       |
| --------- | ---------------------------------------------------- | -------------------------------------------------------- | ------------------------------------------------------------------------------------------- |
| 1983      | The Black Adder                                      | Lord Percy Percy                                         |                                                                                             |
| 1985      | The Adventures of Sherlock Holmes                    | John Clay Vincent Spalding                               | Episode: "The Red-Headed League"                                                            |
| 1985      | Edge of Darkness                                     | Terry Shields                                            |                                                                                             |
| 1986      | Anastasia: The Mystery of Anna                       | Yakovlev                                                 |                                                                                             |
| 1986      | Blackadder II                                        | Lord Percy Percy                                         |                                                                                             |
| 1987      | Blackadder the Third                                 | Topper The Scarlet Pimpernel                             | Episode: "Nob and Nobility"                                                                 |
| 1988      | A Very British Coup                                  | Fiennes                                                  | Three-part TV serial                                                                        |
| 1989      | Blackadder Goes Forth                                | Captain Kevin Darling                                    |                                                                                             |
| 1992      | The Bill                                             | Kevin Finch                                              | Episode: "Open to Offers"                                                                   |
| 1993      | The Young Indiana Jones Chronicles                   | Franz Kafka                                              | Episode: "Prague, August 1917"                                                              |
| 1997      | Tracey Takes On...                                   | Timothy Bugge                                            |                                                                                             |
| 1999      | Blackadder: Back and Forth                           | Archdeacon Darling the Duke of Darling le Duc de Darling |                                                                                             |
| 1999      | The Vice                                             | Max Wilson                                               | episode "Sons" (Parts 1 and 2)                                                              |
| 2000      | The Miracle Maker                                    | Barabbas                                                 | voice only                                                                                  |
| 2002      | Don't Eat the Neighbours                             | Terrapin                                                 |                                                                                             |
| 2002      | Trial & Retribution                                  | Eric Fowler                                              | Series 6                                                                                    |
| 2004      | Spooks                                               | Oliver Mace                                              |                                                                                             |
| 2004      | Agatha Christie's Marple: The Murder at the Vicarage | Reverend Leonard Clement                                 |                                                                                             |
| 2004      | Gunpowder, Treason & Plot                            | Cecil                                                    |                                                                                             |
| 2006      | The Line of Beauty                                   | Gerald Fedden                                            | TV miniseries                                                                               |
| 2008      | Doctor Who                                           | Klineman Halpen                                          | Episode: "Planet of the Ood" Series 4                                                       |
| 2009      | Hustle                                               | Judge Anthony Kent                                       |                                                                                             |
| 2009      | Inspector George Gently                              | Geoffrey Pershore                                        | Episode: "Gently Through the Mill"                                                          |
| 2010      | Midsomer Murders                                     | Hugh Dalgleish                                           | Episode: "The Sword of Guillaume" #13.2                                                     |
| 2011      | Law & Order: UK                                      | Simon Bennett                                            | Episode: "Haunted"                                                                          |
| 2011      | Twenty Twelve                                        | Tony Ward                                                | Episode #1.6                                                                                |
| 2011      | The Body Farm                                        | Richard Warner                                           | Episode "You've Got Visitors"                                                               |
| 2011–2012 | New Tricks                                           | Stephen Fisher                                           | Episodes: "The Gentleman That Vanished", "A Death in the Family" and "Part of a Whole"      |
| 2012      | The Bleak Old Shop of Stuff                          | Harmswell Grimstone                                      | Episodes: "#1.1", "#1.2", "#1.3"                                                            |
| 2014      | Castles in the Sky                                   | Churchill                                                |                                                                                             |
| 2014      | Outlander                                            | Father Bain                                              |                                                                                             |
| 2014      | Utopia                                               | Airey Neave                                              | Episode: "Episode 1"                                                                        |
| 2014      | The Boy in the Dress                                 | Mr Hawthorn                                              |                                                                                             |
| 2015      | Strike Back: Legacy                                  | Robin Foster                                             |                                                                                             |
| 2016      | Sherlock                                             | Eustace Carmichael                                       | Episode: "The Abominable Bride"                                                             |
| 2016      | Houdini and Doyle                                    | Horace Merring                                           | Episodes: "#1", "#2", "#8"                                                                  |
| 2016–2017 | Game of Thrones                                      | Robett Glover                                            | Episoder: "The Broken Man", "The Winds of Winter", "Dragonstone", "Stormborn" , "Eastwatch" |
| 2016      | National Treasure                                    | Karl                                                     |                                                                                             |
| 2017      | In the Dark                                          | Frank Linnell                                            | Episodes: 1.3, 1.4                                                                          |
| 2017      | Strike                                               | Daniel Chard                                             | The Silkworm                                                                                |
| 2017      | Harlots                                              | Lord Repton                                              | Episodes: 1.1, 1.3, 1.4, 1.5                                                                |
| 2018      | Strangers                                            | Arthur Bach                                              |                                                                                             |
| 2019–2020 | The Trial of Christine Keeler                        | Martin Redmayne                                          | Recurring role                                                                              |
| 2020      | The Windermere Children                              | Leonard Montefiore                                       |                                                                                             |
| 2020      | Gangs of London                                      | Mr Jacob                                                 | Episode: 1.9                                                                                |
| 2021      | The Serpent                                          | Paul Siemons                                             |                                                                                             |
| 2022      | Ten Percent                                          | Simon Gould                                              | [ 3 ]                                                                                       |